# VZ.net
VZ.net (Kurz für Verzeichnis) war ein Online-Netzwerk, das aus den Vorläufern StudiVZ und meinVZ hervorging. Das soziale Netzwerk wurde im April 2020 gegründet und richtet sich an deutschsprachige Nutzer, besonders die verbliebenen Mitglieder von StudiVZ und meinVZ. VZ.net wurde Mitte 2021 aufgrund mangelnder Nachfrage eingestellt und verweist nun wieder auf meinVZ.
Das Netzwerk wurde von dem Lieferando-Gründer Jörg Gerbig nach der Übernahme der zwei alten Netzwerke erstellt.

## Geschichte
Bereits Ende 2017 wurde nach der Insolvenz des Betreiberunternehmens poolworks eine neue Plattform versprochen.
Da die zwei Netzwerke studiVZ, das bereits seit 2005 besteht, und meinVZ, das seit 2008 besteht, wegen großer Konkurrenz, besonders durch Facebook, ab den späten 2000ern einen Großteil den Mitglieder verloren haben, werden jene am 30. Juni 2020 abgestellt und die dort gespeicherten Daten gelöscht.
Die wenigen noch aktiven verbliebenen Mitglieder der für Studenten gedachten Plattform studiVZ können mittels einer Importfunktion ihre Daten auf die neu geschaffene Plattform übertragen. Diese Funktion steht ebenso meinVZ-Mitgliedern zur Verfügung.
Der Dienst wird durch Werbeanzeigen finanziert und ist nur als Beta-Version verfügbar, die mit Hilfe von Rückmeldungen durch Nutzer in der kommenden Zeit (Stand: Mai 2020) weiterentwickelt werden soll.
Mitte Juli 2021 wurde bekannt, dass die VZ Networks GmbH beschlossen hat, VZ.net zu einer Spiele-Seite mit dem Namen “SpieleVZ.net” umzubauen. Hierzu werden die Benutzer-Accounts zum 31. Juli 2021 gekündigt und VZ.net zum selbigen Datum abgeschaltet.

## Funktionsumfang
VZ.net baut auf ein Nostalgiegefühl der Mitglieder der alten Netzwerke, daher wurden trotz des überarbeiteten Designs und Layouts größtenteils deren Funktionen übernommen:
- Profilerstellung mit privaten Informationen
- Plaudergruppen: meist scherzhafte Gruppen zum Austausch mit anderen Leuten
- Buschfunk: Gruppensuche von Leuten mit ähnlichen Interessen
- Kalender für bevorstehende Veranstaltungen
- Plauderkasten: Online-Chat
- Forum
- Channel: Blogdienst
- Onlinespiele
- Gruscheln: Anstupsen anderer Teilnehmer im Chat
- Hochladen von Fotos[9][10]

## Besonderheiten
Die Netzwerkbetreiber betonen, dass das Netzwerk besonders auf Datenschutz achtet und nicht die Nutzeraktivitäten verfolgt. Beispielsweise lässt sich personalisierte Werbung von Nutzern abstellen. Die Daten werden dabei ausschließlich auf deutschen Servern gespeichert.
Auch verspricht der Onlinedienst eine verbesserte Anpassung an Browser von Mobilgeräten, hat bisher (Stand: Mai 2020) jedoch noch keine eigene App, wie es in der Branche üblich ist, herausgebracht.
Die Geschäftsführerin Agneta Binninger betont zum Thema des Inhalts des Netzwerks, auf der Plattform gehe es speziell um die Gruppenkommunikation.